# Eth Pradet
Eth Pradet es una entidad de población española del municipio de Caneján, perteneciente a la provincia de Lérida, en la comunidad autónoma de Cataluña.

## Toponimia
El lugar puede aparecer referido como «Eth Pradet» y «Pradet».

## Historia
Hacia mediados del siglo XIX, el lugar ya pertenecía a Caneján. Aparece descrito en el decimotercer volumen del Diccionario geográfico-estadístico-histórico de España y sus posesiones de Ultramar de Pascual Madoz con las siguientes palabras:

PRADET: cas. en la prov. de Lérida, part. jud. de Viella, térm. jurisd. de Canejan.
(Madoz, 1846, p. 201)

En 2022, la entidad singular de población tenía empadronados siete habitantes y el núcleo de población, los mismos.